# John K. Mahon
Pour les articles homonymes, voir Mahon.
John K. Mahon (8 février 1912 à Ottumwa – 11 octobre 2003 à Gainesville) est un historien américain, spécialiste de l'histoire militaire des États-Unis, en particulier de la Guerre de 1812 et des Guerres indiennes. Il travailla dès 1954 au sein de l'Université de Floride où il devint président du département d'histoire entre 1965 et 1973.

## Œuvres
- Pennsylvania and the beginnings of the regular army. [n. p. 1954]. (OCLC 83428814)
- The American militia, decade of decision, 1789-1800. Gainesville, University of Florida Press, 1960. (OCLC 895351)
- The journal of A.B. Meek and the Second Seminole War, 1936, Jacksonville, Fla. : Florida Historical Society, 1960. (OCLC 44121386)
- History of the Second Seminole War, 1835-1842, Gainesville, University of Florida Press, 1967. (OCLC 418215)
- The War of 1812, Gainesville, University of Florida Press, 1972.  (ISBN 9780813003184)
- Infantry, Washington, Office of the Chief of Military History, U.S. Army. (OCLC 504601)
- Regular Army, Washington, D.C. Office of the Chief of Military history, United States Army 1972. (OCLC 179111371)
- Indians of the lower south : past and present, Pensacola, Fla. : Gulf Coast History and Humanities Conference, 1975. (OCLC 6198831)
- History of the militia and the National Guard, New York : Macmillan ; London : Collier Macmillan, 1983.  (ISBN 9780029197509)
- Infantry. Part I, Regular Army, Washington, D.C. : Center of Military History, United States Army 1984. (OCLC 37858318)
- Indian-United States military situation, 1775-1848, Washington, D.C. : Smithsonian Institution, 1988. (OCLC 19506160)

## Sources
- (en) Michael Seidman, « John K. Mahon » in Perspectives, American Historical Association, janvier 2006
- (en) In Memory: Henry Kandrup and John K. Mahon in CLASnotes, University of Florida, décembre 2003-janvier 2004, p. 6.